# スタビライザー (航空工学)

エアバスA380旅客機の垂直および水平尾翼ユニット

航空機のスタビライザー（英語: Stabilizer）は空力面であり、通常1つ以上の可動操縦翼面を含む、
縦方向の安定性（ピッチ）および/または方向安定性（ヨー）の制御を提供する。スタビライザーは、可動操縦翼面がヒンジで固定または調整可能な構造を特徴とすることも、それ自体が水平尾翼のような完全に可動な表面である場合もある。文脈によっては、「スタビライザー」は表面全体の前部のみを表す場合がある。
従来の航空機の構成では、独立した垂直尾翼スタビライザーと水平尾翼スタビライザーが航空機の尾部に配置された尾翼を形成する。V字尾翼などの他の配置の尾翼は、縦方向と方向の安定化と制御の組み合わせに寄与するスタビライザーを備えている。
縦方向の安定性と制御は、エンテ型、タンデム翼、無尾翼などの他の翼構成で得ることができる。
一部の航空機の中には、電子飛行制御で安定化させるものもあり、機体の任意の場所に配置された固定面および可動面は、アクティブモーションダンパーまたはスタビライザーとして機能する場合がある。

## 水平尾翼

ボーイング737は、必要なピッチトリム力を得るためにジャックスクリューで動かすアジャスタブルスタビライザーを使用する。一般的なスタビライザーの図。

水平尾翼は、機体の縦方向のバランス、またはトリムを保つために使用される。離れた位置から垂直方向の力を及ぼすので、重心周りのピッチモーメントの合計はゼロになる。遷音速飛行では、水平尾翼に特別な力がかかる。翼上の空気の局所速度が音速に達すると、圧力中心が突然後方に移動する（マッハタック）。
水平尾翼のもう一つの役割は、縦方向の静的安定性を提供することである。安定性は、機体がトリム状態である場合にのみ定義できる。これは、機体が乱れた場合にトリム状態に戻る傾向を指す。これにより、航空機はパイロットからのアクティブな入力がなくても、気流に対するピッチ角が変化しない一定の姿勢が維持される。従来の翼を備えた航空機の静的安定性を確保するには、航空機の重心が圧力の中心より前方にある必要があるため、航空機の後部に配置されたスタビライザーが下向きの揚力を生成する。
エレベーターはピッチ軸を制御する役割を果たし、尾翼が完全に可動する場合は、アセンブリ全体が操縦翼面として機能する。

### 翼とスタビライザーの相互作用
揚力の発生に伴うアップウォッシュとダウンウォッシュは、翼とスタビライザー間の空力相互作用の原因であり、各表面の有効迎角の変化に変換される。翼が尾翼に与える影響は、反対の効果よりもはるかに大きく、リフティングライン理論を使用してモデル化できる。ただし、複数の表面間の相互作用を正確に推定するには、コンピューターシミュレーションまたは風洞試験が必要である。

## 垂直尾翼
垂直尾翼は方向（またはヨー）安定性を提供し、通常、固定フィンとその後端にヒンジで固定された可動ラダーで構成される。あまり一般的ではないが、ヒンジがなく、フィン表面全体が安定性と制御性のために揺動するものもある。
航空機が水平方向に突風を受けたとき、ヨーの安定性により、航空機は同じ方向には向かわず、風に向かって旋回する。
胴体の形状、エンジンナセル、回転プロペラはすべて、横方向の静的安定性に影響を与え、スタビライザーの必要なサイズに影響を与える。
すべての航空機に垂直尾翼があるわけではない。そのような航空機では、代わりに後退角や上反角によって同程度の方向安定性を確保し、方向制御はスポイラーやスプリットエルロンなど、機体の向きを変えようとする側に抵抗を加えることで行われることがよくある。

### 無尾翼の方向スタビライザーとコントロール
垂直尾翼の使用が最も一般的であるが、垂直尾翼が無くても方向スタビライザーを得ることは可能である。これは翼が後ろに振られているときに起こる現象で、例えばハンググライダーによく使用されるロガロ翼のようにフィンが不要になる場合もある。
- スタビライザー：後退翼をヨーで回転させると、外翼の後退角が減少して抗力が増加し、内翼の後退角が増加して抗力が減少する。この抗力分布の変化により、復元モーメントが発生する。
- コントロール：ヨー制御を行う方法として、ディファレンシャル・エアブレーキを使用して直接に抗力を発生する方法もある。この技術は、全翼機のノースロップ・グラマンB-2などのフライ・バイ・ワイヤで制御する[12]。